# Верхняя Тула
Верхняя Тула (Малая Тула) — река в России, протекает по Коченёвскому и Новосибирскому районам Новосибирской области. Устье реки находится в 15 км по левому берегу реки Тула, возле села Верх-Тула. Длина реки составляет 35 км.

## Данные водного реестра
По данным государственного водного реестра России относится к Верхнеобскому бассейновому округу, водохозяйственный участок реки — Обь от Новосибирского гидроузла до впадения реки Чулым, без рек Иня и Томь, речной подбассейн реки — бассейны притоков (Верхней) Оби до впадения Томи. Речной бассейн реки — (Верхняя) Обь до впадения Иртыша.